# Raw to the Bone
Raw to the Bone je třináctým studiovým albem britské rockové skupiny Wishbone Ash. Je jediným albem skupiny na kterém účinkoval Mervyn Spence jako baskytarista a zpěvák. Je také posledním albem kytaristy a zpěváka Laurie Wisefielda, který po vydání tohoto alba ukončil svou dvanáctiletou kariéru u Wishbone Ash.

## Seznam stop
Všechny skladby napsali Wishbone Ash, pokud není uvedeno jinak.
Strana 1
1. "Cell of Fame" – 4:35
2. "People in Motion" – 3:48
3. "Don't Cry" – 3:27
4. "Love Is Blue" – 3:41
5. "Long Live the Night" – 3:29

Strana 2
1. "Rocket in My Pocket" (Lowell George) – 3:44
2. "It's Only Love" – 4:07
3. "Don't You Mess" – 3:51
4. "Dreams (Searching for an Answer)" – 3:28
5. "Perfect Timing" – 3:51

## Obsazení
- Andy Powell – kytara, zpěv
- Laurie Wisefield – kytara, zpěv
- Mervyn Spence – baskytara, zpěv
- Steve Upton – bicí

### Hostující hudebníci
- Brad Lang - baskytara
- Andrew Bown, Simon Butt - klávesy